# Emily de Jongh-Elhage
Emily Saïdy de Jongh-Elhage (sinh ngày 7 tháng 12 năm 1946) là Thủ tướng cuối cùng của Antilles Hà Lan từ ngày 26 tháng 3 năm 2006 cho đến khi giải thể vào ngày 10 tháng 10 năm 2010. Bà cũng là lãnh đạo của Đảng cho Antilles tái cấu trúc và là thành viên của Estates of Curaçao.

## Bối cảnh cá nhân
De Jongh-Elhage là người gốc Liban và là thành viên của Hội đồng Lãnh đạo Thế giới Phụ nữ, một mạng lưới quốc tế gồm các nữ tổng thống và cựu thủ tướng và thủ tướng có nhiệm vụ huy động các nhà lãnh đạo phụ nữ cấp cao nhất trên toàn cầu về các vấn đề quan trọng tầm quan trọng đối với phụ nữ và phát triển công bằng. 
| Cơ quan chính trị     | Cơ quan chính trị                         | Cơ quan chính trị                    |
| --------------------- | ----------------------------------------- | ------------------------------------ |
| Tiền nhiệm Etienne Ys | Thủ tướng của Antilles Hà Lan 2006 — 2010 | Kế nhiệm Antilles Hà Lan đã giải thể |